# Trubec

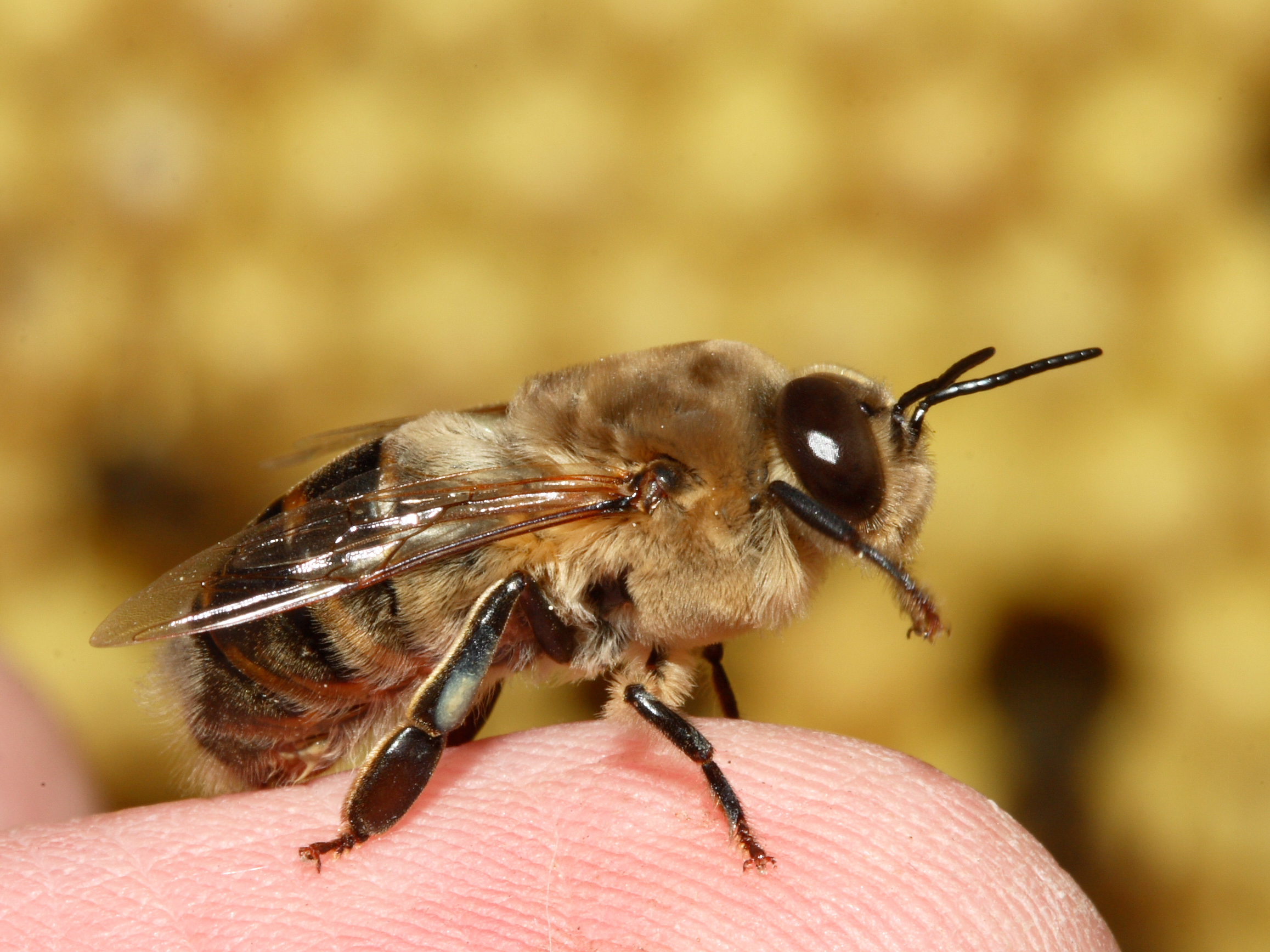
Trubec včely medonosné

Trubec je včelí samec. Jsou nápadně větší než dělnice, mají velké oči a postrádají žihadlo, nemohou proto bodat. Ve včelstvech se trubci nacházejí pouze v letních měsících a to v počtu 300–600 kusů. Jejich úkolem je oplodnit včelí matku.

## Vznik trubců
Trubci se líhnou z neoplozeného vajíčka, vznikají tedy partenogeneticky a všichni trubci pocházející z jedné matky jsou geneticky shodní. Mají 16 chromozomů, jsou tedy haploidní, mají jen poloviční počet chromozomů včelí samice a všechna jeho genetická informace pochází od včelí matky.
Za normálních okolností vznikají z neoplozených vajíček nakladených do trubčích buněk oplozenou včelí matkou. Ovšem mohou se líhnout i z neoplozených vajíček kladených tzv. trubcokladnou matkou, která buď nebyla oplozená, či již vyčerpala svoji zásobu spermií. Tato vajíčka jsou kladena do dělničích buněk. Zvláštním případem vzniku trubců je jejich líhnutí z neoplozených vajíček kladených dělnicemi v osiřelém včelstvu. Takové dělnice se nazývají trubčice.

### Dědičnost pohlaví a diploidní trubci
Ve skutečnosti je dědičnost pohlaví u včel trochu složitější, než jen fakt, že trubci vznikají partenogenezí. Pohlaví u včel je určeno tzv. pohlavními alelami na chromozomu X. Pohlavní alely tvoří alelickou sérii o deseti alelách, označené písmenky abecedy. Je-li včela hemizygot, nositel pouze jedné určité pohlavní alely, je trubcem (vzniklým partenogenezí). Heterozygotní včela, která nese dvě různé alely na svých chromozomech XX (např. ab, ad, bd) je samice. Homozygotní včela, nositel dvou stejných pohlavních alel, je tzv. diploidní trubec, včela samčího pohlaví. Tito trubci se začnou vyvíjet v dělničích buňkách, ale ve včelstvu se jejich vývoj nedokončí, protože dělnice tyto trubčí larvy požírají.

## Vzhled trubce

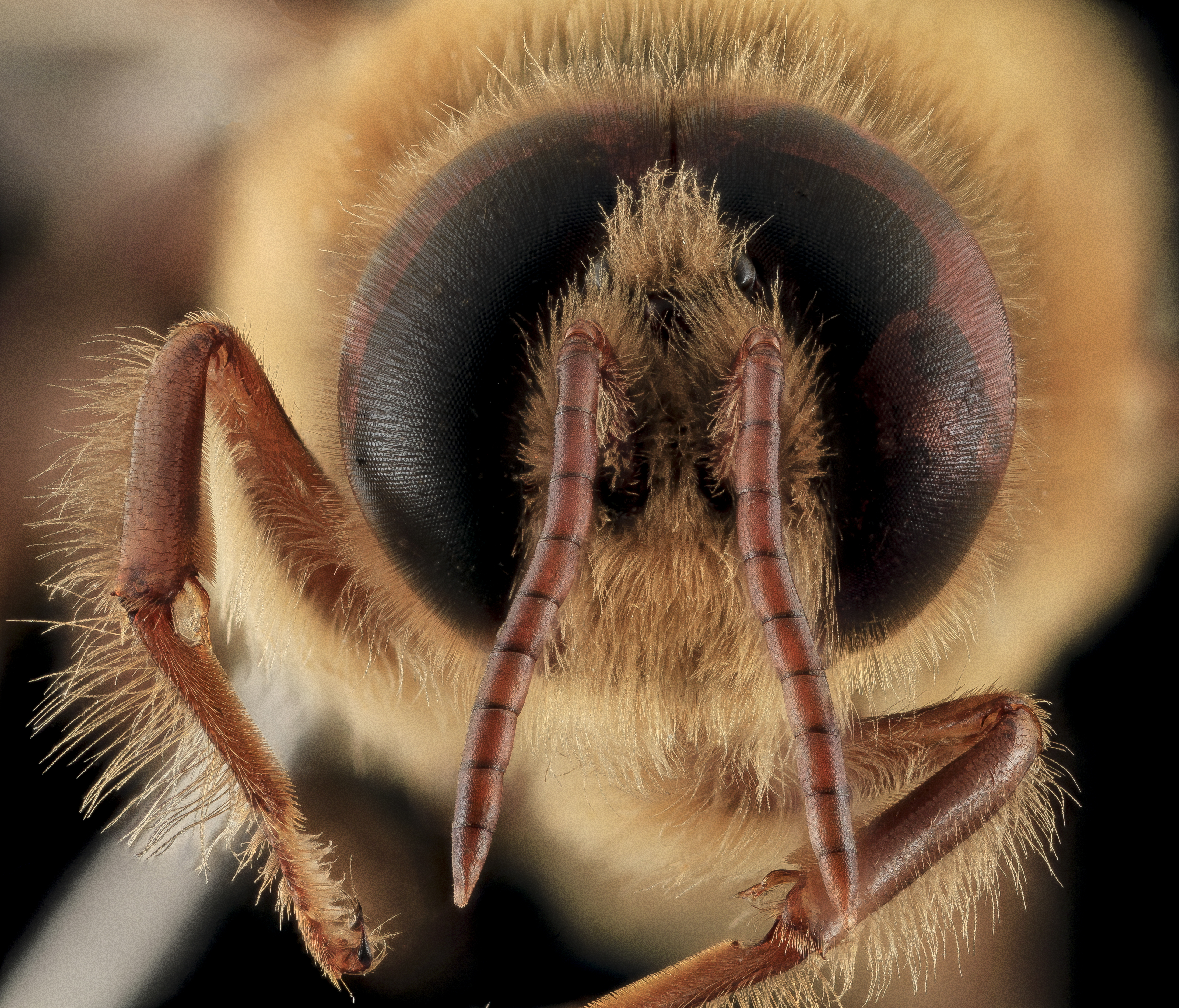
Hlava trubce

Trubci jsou větší než dělnice, jsou 20–25 mm dlouzí a váží 200–260 mg. Jsou zavalití, mohutnější i než včelí královna, která však může být delší. Hlava je kulovitá, s velkýma složenýma očima, a sosák je krátký.
V zadečku trubce je uložen blanitý kopulační orgán.

## Odchov trubců

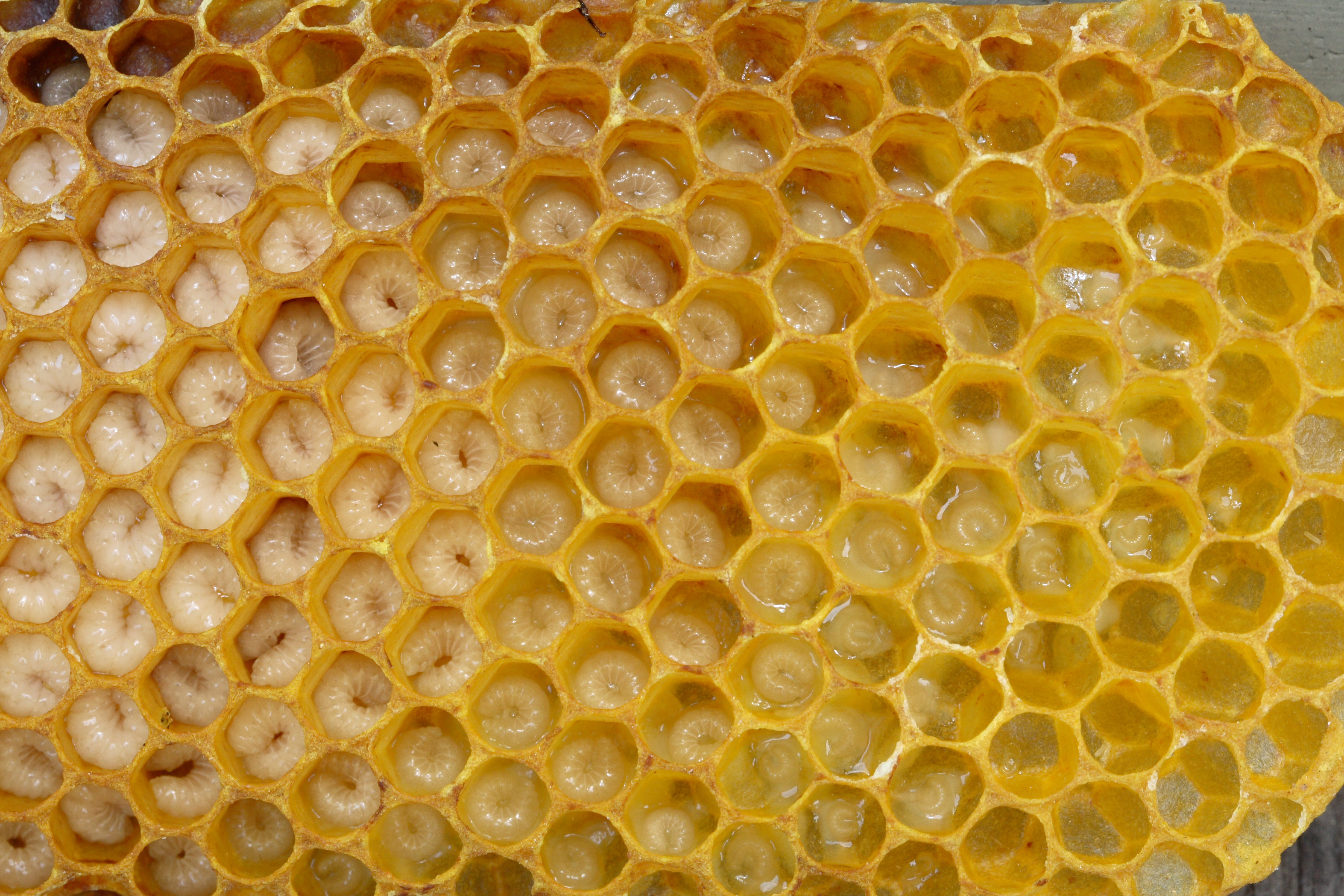
Trubčí plod

Ve včelstvu jsou trubci vychováváni obvykle od března až dubna do června až července, kdy matka klade neoplozená vajíčka do trubčích buněk. Trubčí buňky, neboli trubčina, je tvořena podobně jako buňky dělničí šestibokými hranoly, ale trubčí buňky jsou výrazně větší: mají průměr 5,7–6,9 mm a jsou hluboké 12–15 mm. Dělničí buňky mají průměr 5,1–5,4 mm a jsou mělčí. Na jeden dm³ se vejde 600 trubčích buněk.
Kladení trubčích vajíček je obvykle kontrolovaný proces, při kterém matka předníma nohama přeměří průměr buňky a podle toho naklade vajíčko buď oplozené (do dělničích buněk) nebo neoplozené do buněk trubčích.
Není-li včelí matka oplozena, či již vyčerpala svojí zásobu spermií, může klást neoplozená vajíčka i do dělničích buněk. Protože trubčí larva se do těchto buněk nevejde, při zavíčkování jsou víčka vyvýšená a takový plod se nazývá hrboplod a neoplozená matka je matkou trubcokladnou. Trubčice kladou vajíčka do buněk naprosto náhodně.
Vajíčko se během tří dnů přemění na 1,3 mm dlouhou stočenou larvu, kterou včelí dělnice, krmičky, intenzivně krmí výměškem svých hltanových žláz, po 24 hodinách s příměsí medu a pylu. Larva se během svého vývoje čtyřikrát svléká a po pěti dnech se již nevejde na dno buňky a napřimuje se. V té době má trubčí larva hmotnost kolem 250 mg, což je 2500x víc než při vylíhnutí.

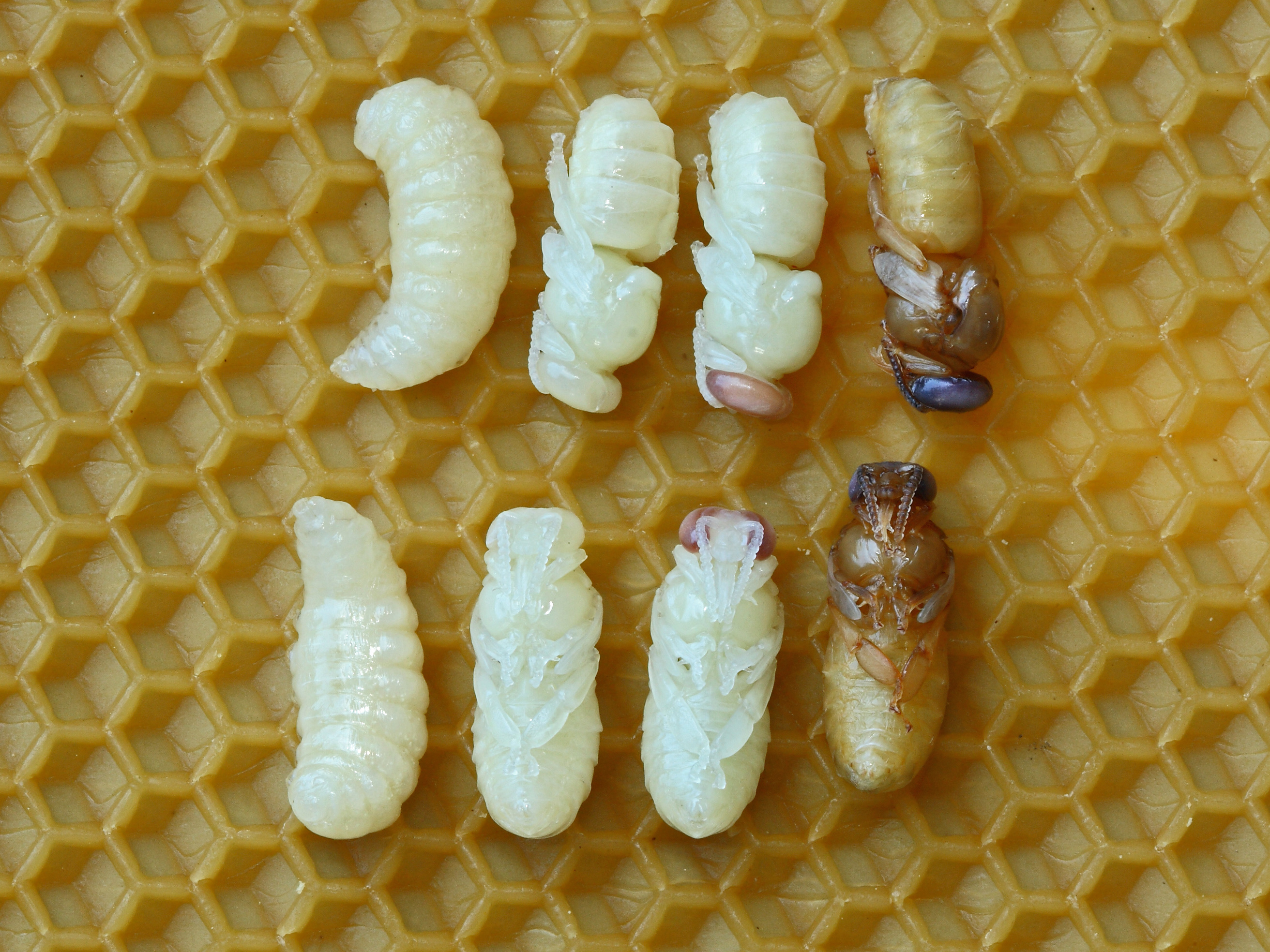
Předkukla a kukla trubce

Devátý den po nakladení vajíčka do buňky včely napřímenou trubčí larvu zavíčkují. Larva se opřede jemným zámotkem a přemění se v předkuklu. Během období předkukly získává larva podobu dospělé včely a popáté se svléká. Kukla se již podobá dospělému trubci, ze začátku je bílá a podstupně tmavne. Den před vylíhnutím se kukla naposledy, po šesté, svléká. Trubci se líhnou 24 dní po zakladení buňky.
Po vylíhnutí jsou mladí trubci krmení mladuškami, nejvíce mezi druhým a pátým dnem věku. Ze začátku svého života se zdržují v plodišti, kde vyšší teplota podporuje dozrávání spermií. Starší trubce již mladušky nekrmí a ti se krmí sami medem z buněk. Od osmého dne věku vyletují trubci z úlu na shromaždiště trubců, kde čekají na příležitost k páření. Za den vyletuje trubec 2–5krát a pravidelně se vrací do úlu nakrmit se medem. Vyletující trubci zalétávají i do jiných včelstev, než ve kterých se narodili.
Na činnostech v úlu se trubci téměř nepodílejí, nicméně mají schopnost pomáhat udržovat stálou teplotu uvnitř úlu.
Trubci žijí asi šest týdnů, nebo do chvíle, kdy se spáří. Od července začnou dělnice z včelstev trubce vyhazovat, odmítají je krmit a zabraňují jim v přístupu k zásobám medu. Zbylí trubci proto hynou hladem a zimou.

## Páření trubců

### Trubčí shromaždiště
Včely se páří na stálých místech v přírodě mimo úl, na tzv. trubčích shromaždištích. Na těchto místech se pří příznivém počasí odpoledne shromažďují trubci ze širokého okolí, trubci a matky mohou přiletět i ze vzdálenosti 10 km. Nejčastěji však na shromaždiště zalétávají trubci ze vzdálenosti do 4 km a matky do 2 km od úlů.
Trubčí shromaždiště je možné najít pomocí včelí matky v klícce, či jen k tamponu napuštěném mateří látkou, které jsou pomocí balonu vyneseny do výšky. Trubci o matku jeví největší zájem ve výšce od 14–22 m nad zemí, kdy se za ní formuje roj stovek jedinců.

### Kopulace

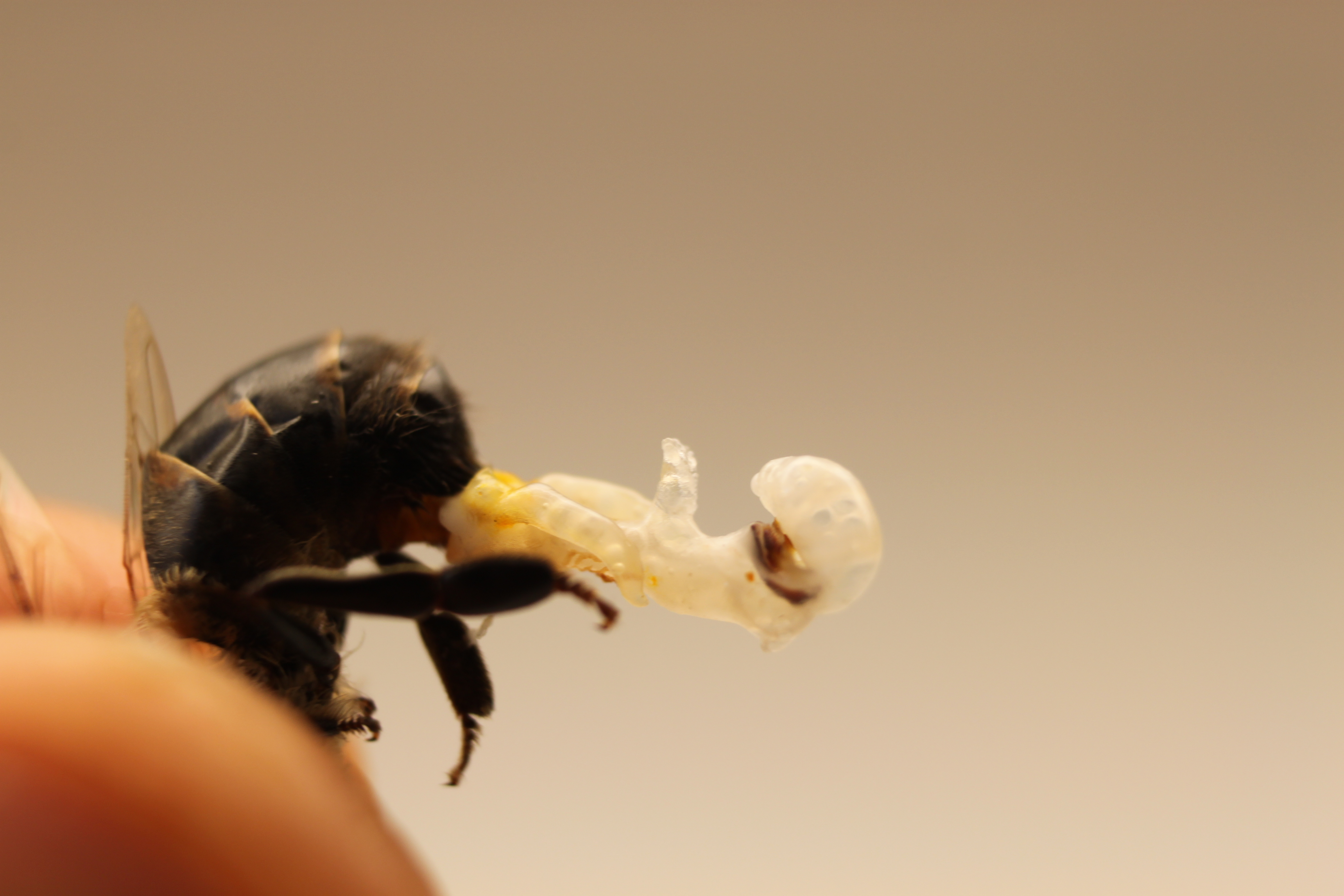
Evertovaný kopulační orgán trubce

Samotné páření probíhá za letu 10–30 metrů nad zemí. Trubec nejprve dohoní matku, přeletí nad ní a nohama obejme její zadeček. Matka v odpověď otevře svou žihadlovou komoru.
Trubec stahy svalů hrudníku a zadečku vyvolá částečnou everzi svého kopulačního orgánu. Penis trubců je v klidu uložený v zadečku, při everzi vyhřezává z těla ven v opačném pořadí, plní se vzduchem a hemolymfou a zasouvá se do žihadlové komory matky. Lepivé růžky penisu zakotví penis pevně v žihadlové komoře a neustále stoupající tlak v penisu vyvolá nejprve ejakulaci a následně prasknutí penisu, což přeruší spojení mezi trubcem a matkou. Trubec hyne buď už během částečné everze v důsledku přesunu veškeré hemolymfy do penisu, nebo záhy poté. V žihadlové komoře po něm zůstává zbytek penisu jako tzv. oplozovací znaménko, které však nebrání matce v dalším páření. Kopulace trvá pouze zlomek sekundy. Ke správnému oplození se matka páří průměrně s osmi až deseti trubci.

## Obrazová galerie

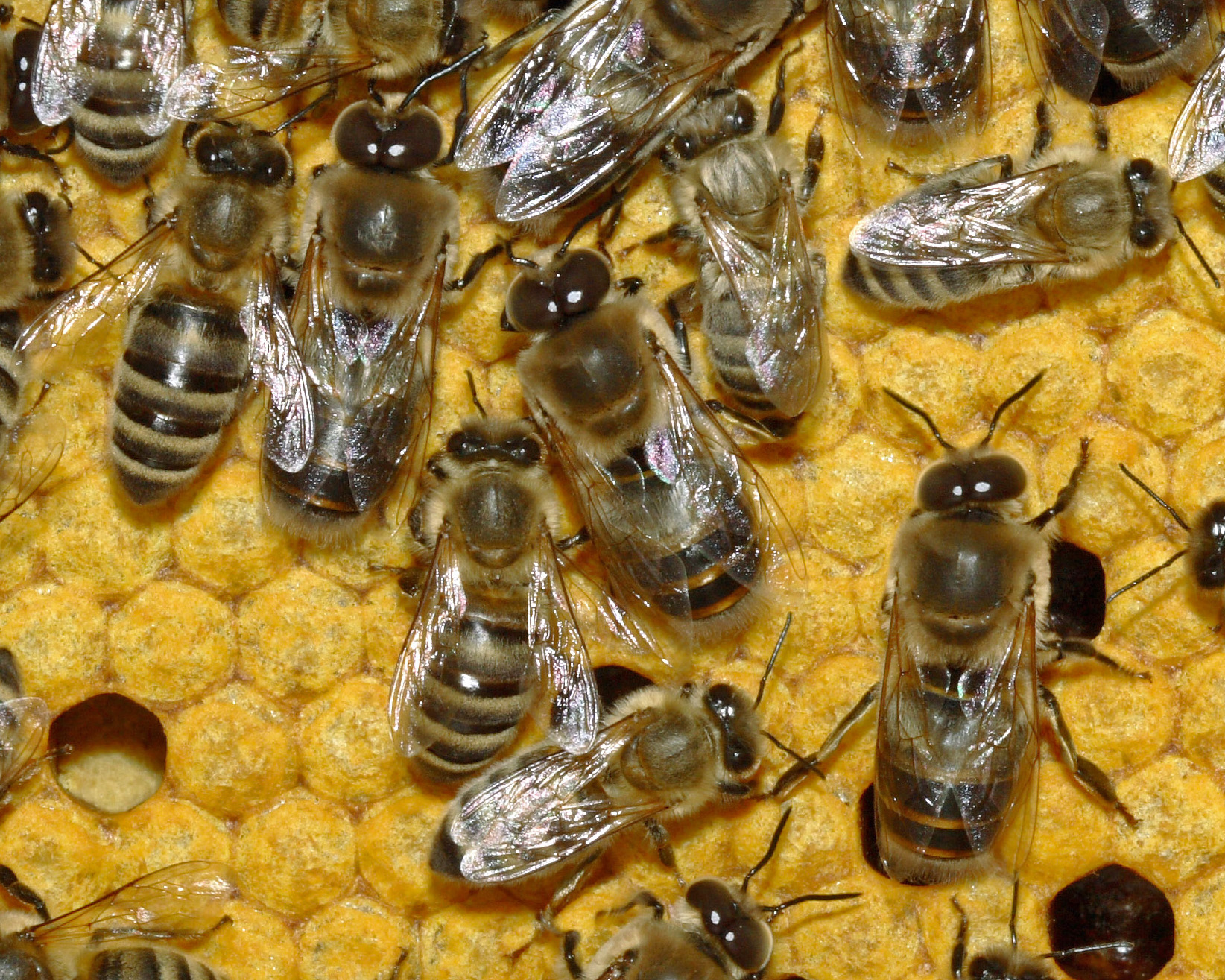
Trubci a dělnice. Trubci jsou výrazně větší
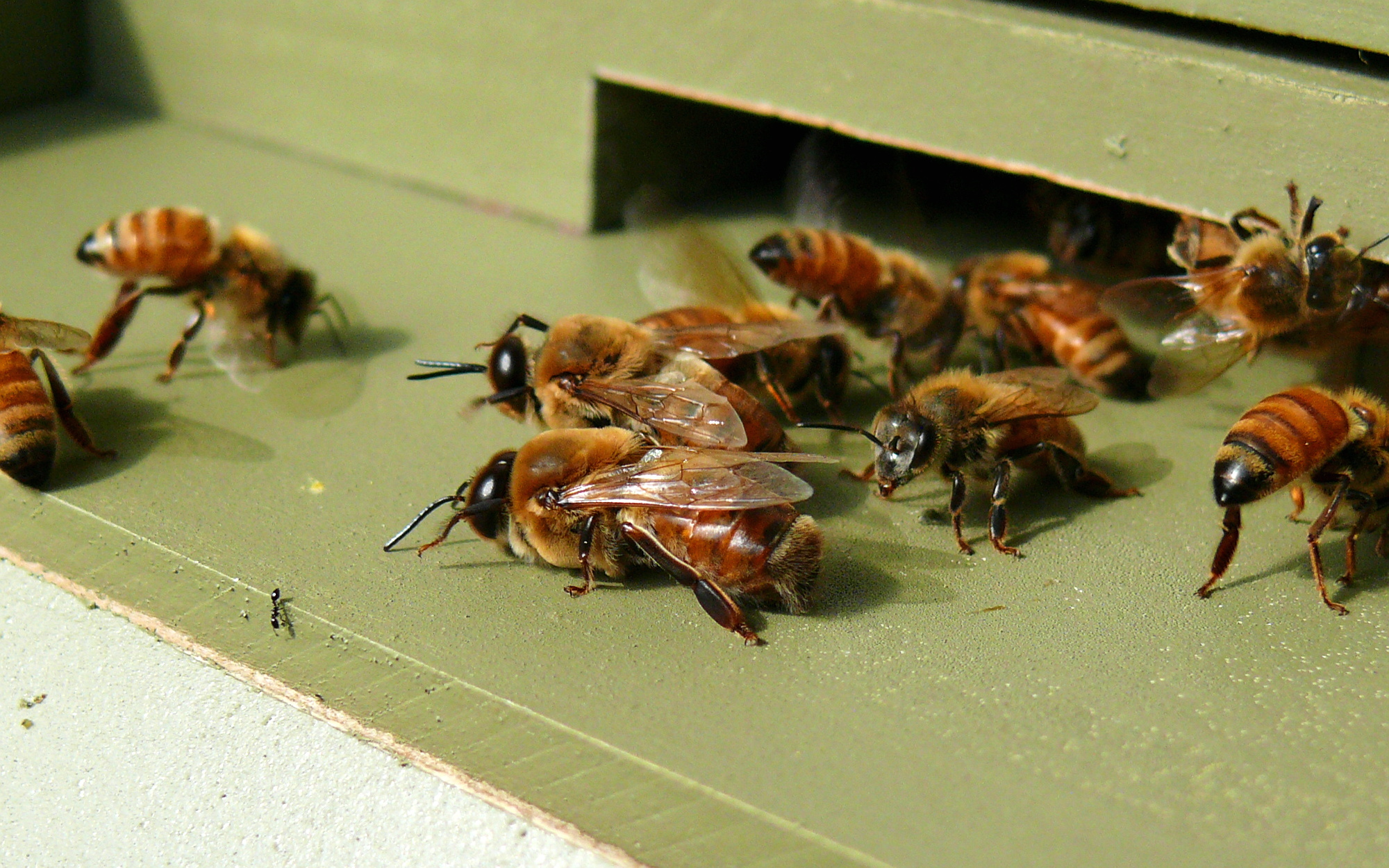
Trubci na česně
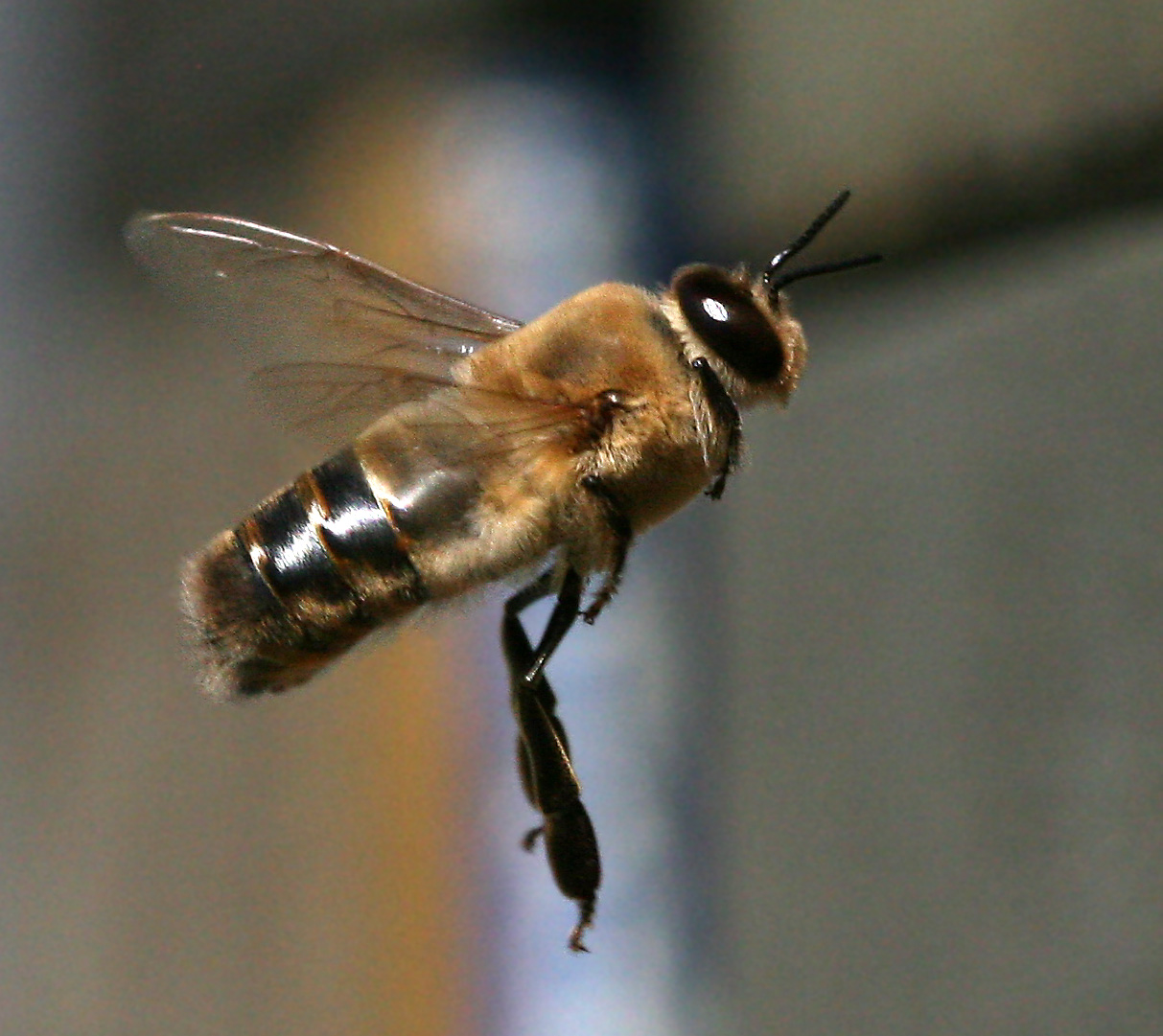
Letící trubec
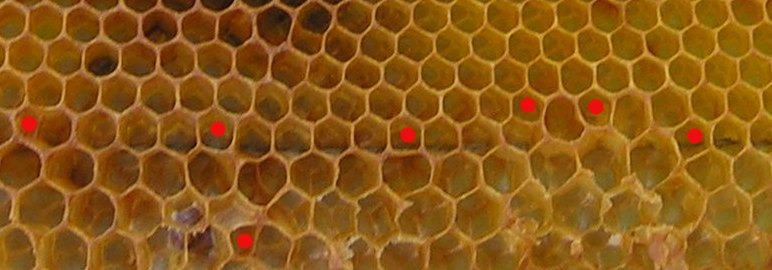
Přechod dělničích a trubčích buněk: jiné rozměry způsobují nepravidelnosti a vznik pětibokých buněk (označené červenou tečkou)